# Tomoyuki Higuchi (futbolista)
Tomoyuki Higuchi (樋口 知行 Higuchi Tomoyuki?, nacido el 2 de marzo de 1985 en Shizuoka) es un exfutbolista japonés. Jugaba de delantero y su único club fue el Thespa Kusatsu de Japón.

## Trayectoria

### Clubes
| Club           | País  | Año  |
| -------------- | ----- | ---- |
| Thespa Kusatsu | Japón | 2005 |